# Miguel Varoni
Miguel Varoni (né Miguel Américo Belloto Gutiérrez le 11 décembre 1964 à Buenos Aires en Argentine) est un présentateur de télévision, un acteur, un réalisateur et un directeur. Il est marié à l'actrice Catherine Siachoque depuis 1997.
Il est le fils de l'actrice Teresa Gutiérrez et d'Americo Bellotto.

## Biographie
Miguel Varoni est le fils du mariage de l'actrice colombienne Teresa Gutiérrez et du compositeur, violoniste et chef d'orchestre argentin Américo Belloto Varoni, connu artistiquement sous le nom de Don Américo. À l'âge de quatre mois, le 30 avril 1965, son père décède des suites d'un accident de la route.  Teresa Gutiérrez a quitté l'Argentine et est retournée en Colombie où le futur acteur a complété ses études primaires et secondaires. Il a fait ses débuts d'acteur dans la pièce Las Señoritas Gutiérrez à l'âge de douze ans. En adoptant la profession artistique, il a utilisé son propre nom, adoptant « Varoni » comme nom de famille, qui était le nom maternel de son père.
Il est apparu dans de nombreuses Télénovelas à succes comme La Casa De Al Lado , El Diablo ou Corazon Valiente.
Il à également tenu l'un des roles principaux dans le film Ladrón que roba a ladrón

## Filmographie

### Cinéma
- 2005 : Mi abuelo, mi papá y yo : Eduardo
- 2007 : Ladrón que roba a ladrón: Emilio López
- 2010 : Sin tetas no hay paraíso : Dr. Mauricio Contento
- 2010 : Más sabe el diablo: El primer golpe : Martin Acero / Hierro

### Télévision
- 1986 : Gallito Ramírez : Arturo Sanclemente
- 1988 : Garzas al amanecer : Chepe Robledo
- 1992 : Inseparables : José Miguel Valenzuela
- 1993 : La potra Zaina : Daniel Clemente
- 1996 : Te dejaré de amar : Evaristo Larios
- 1997 : Las Juanas : Manuel Efe Cuadrado
- 1998 : La sombra del arco iris : Cristóbal Montenegro
- 2000 : La caponera : Dionisio Pinzón
- 2001 : Pedro el escamoso : Pedro Coral Tavera
- 2003 : Como Pedro por su casa : Pedro Coral Tavera
- 2004 : Te voy a enseñar a querer : Alejandro Méndez
- 2006 : Lotería : Adrián
- 2006-2007 : Seguro y urgente : Miguel Ángel Buenaventura
- 2007 : My Name is Earl : Javier
- 2009 : Victorinos : Martin Acero / Hierro
- 2009-2010 : Más sabe El Diablo : Martin Acero / Hierro
- 2010 : Ojo por ojo : Nando Barragán
- 2011-2012 : La casa de al lado : Javier Ruiz
- 2012-2013 : Corazón valiente : Jesús Matamoros / El Mesiás
- 2013-2014 : Marido en alquiler : José Salinas
- 2015 : Dueños del paraíso : Leandro Quezada
- 2017 : La fan : Justin Case / El Director
- 2017- : El señor de los cielos : Leandro Quezada